# 中土佐インターチェンジ
中土佐インターチェンジ（なかとさインターチェンジ）は、高知県高岡郡中土佐町久礼にある高知自動車道のインターチェンジである。

## 概要
須崎東ICから四万十町中央IC方面は無料区間のため、料金所は設置されていない。

## 歴史
- 2011年（平成23年）3月5日 : 新荘川橋東詰仮出入口 - 須崎西IC間、須崎西IC - 中土佐IC間が開通し[2]、新荘川橋東詰仮出入口を廃止。
- 2012年（平成24年）12月9日 : 中土佐IC - 四万十町中央IC間が開通[3]。

## 接続する道路
- 国道56号

## 隣
E56 高知自動車道
(16) 須崎西IC - (17) 中土佐IC - (18) 四万十町東IC

## 周辺
- 道の駅なかとさ

- 四国旅客鉄道（JR四国）土讃線土佐久礼駅